# Tirreno Sat
Tirreno Sat è stata una rete televisiva locale siciliana regionale d'intrattenimento generale, con notizie sportive, informazione locale, eventi, rubriche e politica, fondata da Rino Piccione nel 1977.

## Le sedi
La sede centrale si trovava a Milazzo, nella frazione Santa Maria delle Grazie.